# Stadio internazionale Jaber Al-Ahmad
Lo Stadio internazionale Jaber Al-Ahmad (in arabo ملعب جابر الأحمد الدولي‎?) è uno stadio multi-uso situato ad Al Kuwait. Viene utilizzato principalmente per il calcio e l'atletica leggera. Ha una capacità di 60.000 spettatori. La sua costruzione è terminata nel 2010 ma prima della prevista inaugurazione ha fallito alcuni test di integrità strutturale a causa di errori di progettazione e rimase quindi chiuso per altri 5 anni prima di essere aperto il 18 dicembre 2015. È divenuto quindi la nuova sede delle partite casalinghe della nazionale di calcio del Kuwait. Lo stadio è intitolato a Jabir III al-Ahmad al-Jabir Al Sabah, emiro del Kuwait dal 1977 al 2006. 
Ha ospitato la finale della Coppa dell'AFC 2010 e alcuni incontri della Coppa delle Nazioni del Golfo 2017-2018.